# شهرستان بمبرگ (کارولینای جنوبی)
شهرستان بمبرگ، کارولینای جنوبی (به انگلیسی: Bamberg County, South Carolina) یک سکونتگاه مسکونی در ایالات متحده آمریکا است که در کارولینای جنوبی واقع شده‌است.

## خصوصیات
شهرستان بمبرگ ۱٬۰۲۳٫۰۵ کیلومترمربع مساحت دارد.